# Zbyněk Hráček
Zbyněk Hráček (nascut el 9 de setembre de 1970 a Uherské Hradiště), és un jugador d'escacs txec, que té el títol de Gran Mestre des de 1993.
A la llista d'Elo de la FIDE de gener de 2015, hi tenia un Elo de 2632 punts, cosa que en feia el jugador número 3 (en actiu) de Txèquia. El seu màxim Elo va ser de 2650 punts, a la llista de gener de 1996 (posició 20 al rànquing mundial).

## Resultats destacats en competició
Campió de Txèquia el 1994, va guanyar el Torneig Zonal d'Odorhea de 1995 i els torneigs de Pardubice 1993, Altensteig 1995 i Lippstadt 2000.
Va jugar representant Txecoslovàquia a les Olimpíades d'escacs de 1990 i 1992. Posteriorment, va jugar representant la República Txeca a les Olimpíades de 1994, 1996, 2000, 2002, 2004, 2006, 2008 i als Campionats d'Europa per equips nacionals de 1997, 1999, 2003, 2005 i 2007.